# 1997 Leverrier
1997 Leverrier è un asteroide della fascia principale del diametro medio di circa 6,81 km. Scoperto nel 1963, presenta un'orbita caratterizzata da un semiasse maggiore pari a 2,2090067 UA e da un'eccentricità di 0,2068624, inclinata di 6,06896° rispetto all'eclittica.
L'asteroide è dedicato all'astronomo francese Urbain Le Verrier.